# Wie heeft mijn onsterfelijke ziel gedood of Klassenstrijd in de wijk Woolwich
Wie heeft mijn onsterfelijke ziel gedood of Klassenstrijd in de wijk Woolwich is een oorspronkelijk in het Servisch geschreven hoorspel van Borislav Pekić. Het werd in het Duits vertaald door Peter Urban en als Wer hat meine unsterbliche Seele zerstört oder Klassenkampf im Stadtteil Woolwich op 23 juni 1974 door de Süddeutscher Rundfunk uitgezonden.
Louis Povel vertaalde het hoorspel naar het Nederlands en de KRO zond het uit op dinsdag 18 februari 1975 (met een herhaling op donderdag 19 april 1990). De regisseur was Léon Povel. Het hoorspel duurde 63 minuten.
In 1975 werd het hoorspel afgedrukt in het literair tijdschrift Savremenik. In 1983 werd het tevens uitgezonden op Radio Belgrado.

## Rolbezetting
De Nederlandse rolbezetting was als volgt:
- Pieter Lutz
- Broes Hartman
- Peter Aryans
- Joop van der Donk
- Hans Hoekman
- Jan Borkus

## Inhoud
Op een politiebureau in een voorstad van Londen worden twee dronken mannen verhoord die zijn gearresteerd vanwege verstoring van de nachtrust. De Engelse arbeider Smith en de Tsjecho-Slowaakse Prohaska, die ooit consul van Nicaragua was, vertellen hun verhaal, waarbij fictie en feiten door elkaar lopen. Ze spreken over hun tegenslagen, hoop en overwinningen. De mannen hebben een verschillende sociale achtergrond en klasse, en proberen elkaar te overtuigen van hun eigen gelijk. Uiteindelijk leidt deze klassenstrijd ertoe dat ze elkaar vermoorden.